# Encyocrypta bertini
Encyocrypta bertini är en spindelart som beskrevs av Raven 1994. Encyocrypta bertini ingår i släktet Encyocrypta och familjen Barychelidae.
Artens utbredningsområde är Nya Kaledonien. Inga underarter finns listade i Catalogue of Life.